# Selkirk grófja
A Selkirk grófja (angolul: Earl of Selkirk) (A Selkirk grófi cím alcíme: Lord Daer és Shortcleuch.) cím  jelenleg is létező skót főrendi cím. A címhez egyedi öröklődési szabályt rendelt a létrehívó. A címet a Hamilton hercege címet viselő személy legidősebb öccse viseli, illetve azok egyenes ágú férfi leszármazottai. Ahogy a szócikkben megadott családfán is látható, a cím a Hamilton-Douglas családon belül vándorol, néha igen távoli rokon a jogos örökös.
A Hamiltonok a Stuart ház leszármazottai. A Hamilton hercege cím a skót főrendben az első, azaz a legrégebbi hercegi cím. Ez növelte a mindenkori Selkirk grófja cím súlyát.

## Öröklési szabályok
1. A cím a gróf fiatalabb fia férfi ági leszármazottaira szállt volna, mielőtt a legidősebb fiának férfi ági leszármazottaira.
2. Ha a cím örököse már Hamilton hercege (vagy a címmel egyidejűleg örökölte volna a hercegit), a címek a herceg következő életben maradt öccsére szállnak.
3. Ha a címeket valaha egy Hamilton hercege birtokolja (akár azért, mert egy Selkirk grófja Hamilton hercege lett, akár azért, mert a második rendelkezés nem tudott működni, mivel a címek örököse olyan Hamilton hercege, akinek nincs életben maradt öccse), a címek a herceg halálakor a második életben maradt fiára szállnak.
4. Ha a címek a második vagy harmadik rendelkezés alapján egy fiatalabb öcsre vagy fiúra szállnak, akkor ezek a címek az ő halála után a férfi ági leszármazottaira szállnak.
5. Ha az ilyen fiatalabb fiú vagy öcs férfi ági leszármazottai kihalnak, a címek nem szállnak át az ő öccseire és azok férfi ági leszármazottaira, hanem visszatérnek az idősebb férfi ági vonalhoz, a második és harmadik rendelkezések szerint.

## Története
A Selkirk grófi címet 1646. augusztus 14-én hozták létre William Douglas részére, Douglas 1. márki fiának, a Lord Daer és Shortcleuch alcímmel együtt. 1656. április 29-én az Selkork első grófja feleségül vette Anne Hamiltont, Hamilton 3. hercegnőjét. 1660-ban, második fia születése után Douglasról „Hamilton“-ra változtatta vezetéknevét és megkapta a Hamilton hercege címet saját jogán, de nem örökölhetően.
1688. október 6-án Hamilton új hercege átadta Selkirk grófja címet a koronának, amely azokat az átadó második életben levő fiának, Charlesnak adományozta, aki ezáltal Selkirk második grófja lett. Ő visszavette eredeti vezetéknevét, a Douglas-t. Így, míg a legidősebb fia Hamilton hercege címet örökölte, és anyja leánykori nevét kapta vezetéknévként, a kisebbik fia apja méltóságát örökölte, és vitte tovább a Douglas nevet.

### Selkirk grófjai
William Douglas (1634–1694) Selkirk 1. grófja, majd Hamilton hercege

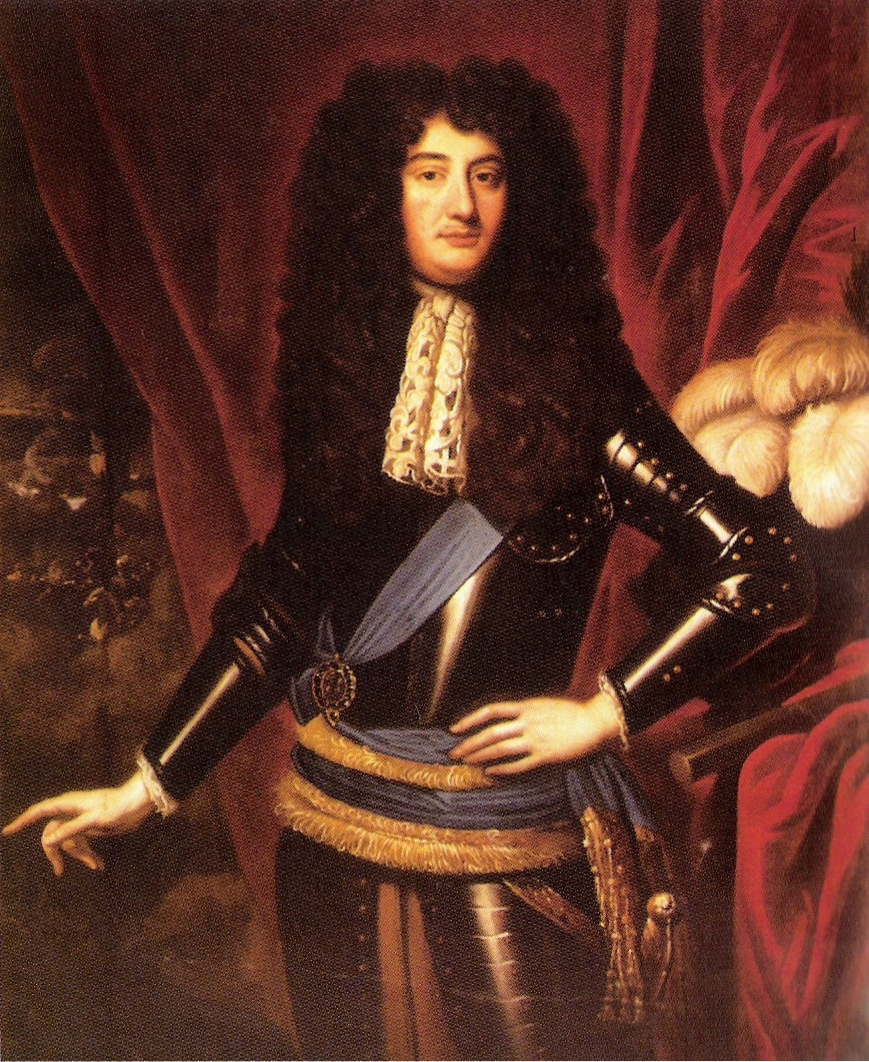
William Douglas (majd Hamilton), Selkirk 1. grófja, majd Hamilton hercege

William Douglas tíz évesen lett Selkirk 1. grófja. Élete meghatározó napján, 1660. szeptember 20-án a nevét hivatalosan William Douglas-Hamiltonra változtatta, amikor feleségül vette Anne Hamiltont, Hamilton 3. hercegnőjét. A trónjára alig fél éve visszakerült uralkodó az ifjú férjet – felesége kérésére – életre szólóan (azaz nem örökölhetően) Hamilton hercegének ( 1660) (al– vagy mellékcímek: Clydesdale márkija, Arran, Lanark és Selkirk grófjai és Lord Machansyre és Polmont) nevezte ki. 1660/61 és 1676 között és 1685-től a skót, 1687-től az angol Titkos tanács tagja. Az uralkodóhoz való hűségéért 1682-ben megkapta a Térdszalagrendet. 1688. október 6-án lemondott a Selkirk grófi címéről a fia javára. William Douglas lemondása része volt a családi stratégiának, amelynek célja volt a birtokok és címek megfelelő öröklése, valamint a család befolyásának biztosítása. Legfontosabb politikai szerepvállalása az 1688-ban kezdődött edinburgh-i konvent volt, ahol kérésére 1689 márciusában a skót koronát felajánlották az orániai III. Vilmosnak és II. Máriának. A Holyrood-palotában halt meg 1694. április 18-án, ekkor az élethosszra kapott címei, így a Hamilton hercege cím is, megszűnt. Felesége huszonkét évet élt még.
Charles Douglas, Selkirk 2. grófja (1663–1739)
Charles Douglas, Selkirk 2. grófja (1663. február 3. – 1739. március 13.), eredeti nevén Charles Hamilton, skót nemes és katonai vezető volt. 1664. február 5-én keresztelték meg, a Selkirk grófja címet 1688. október 6-án örökölte, ekkor nevét Charles Douglasra változtatta. 1688. november 20-án ezredesi rangot kapott az Első Lovasezredben. Harcolt a Boyne-i csatában 1690. július 1-jén. A Pfalzi örökösödési háborúban is részt vett, Namur ostrománál meg is sérült. Élete során számos hivatalban szolgált: 1692/93-ban Edinburgh városának tanácsosa volt, 1696 és 1702 között a skót Lord Clerk Register – állami irattár vezetője – tisztségét töltötte be, majd 1704-1705-ben a Skót Kincstár Lordjaként tevékenykedett. Ellenezte Skócia és Anglia unióját, de 1713-tól kezdődően többször is Skócia képviselője volt a brit parlamentben. 1733-ban titkos tanácsosi rangot kapott, és ugyanebben az évben újra kinevezték Lord Clerk Register-nek, amit 1739-ig betöltött. 1737-1738 között az Edinburgh-i kastély kormányzójaként is szolgált. 1739. március 13-án halt meg Londonban, és április 18-án temették el a Westminsteri apátságban. A grófi cím öröklésekor sikertelenül próbálta módosítani a cím öröklési szabályát, fiatalabb öccseit tette volna meg örökösnek.
John Douglas-Hamilton, Selkirk 3. grófja (1664–1744)
John Douglas (1662/3. február 3. – 1738/9. március 13.) 1694–1698 között a skót pénzverde vezetője, 1696-től titkos tanácsos és az állam pénzügyeiért felelős vezető. 1697. április 14-én III. Vilmos angol király Ruglen grófjává ( 1694) kreálta, al– vagy mellékcímei: Riccartoun vikomtja ( 1694) és Lord Hillhouse ( 1694). Sorra nyerte el a pénzügyekhez kapcsolódó megbízásokat: skót egyetemek, főiskolák és iskolák (1697), Admiralitás könyvelésének ellenőrzése (1698). Bátyja halála után, 1739-ben lett Selkirk 3. grófja. Két lánya közül az idősebbik örökölte a Ruglen grófi címet, a Selkirk grófi címet nem, az férfi ágon öröklődött, dédunokaöccsére szállt.
Dunbar Douglas, Selkirk 4. grófja (1722–1799)
Dunbar Hamilton (1722. december 1. – 1799. május 26.) néven született, 1744-ben, amikor megörökölte a Selkirk grófi címet, felvette a Dunbar Douglas nevet. 1739-től a Glasgow-i Egyetemen tanult, 1745-ben tiszteletbeli polgári jogi doktorátust kapott. Selkirk grófja a kormány támogatója volt az 1745-ös jakobita felkelés során. 1766 és 1768 között a Glasgow-i Egyetem rektora volt. Kirkcudbright főhadnagyaként szolgált, és 1787-től skót képviselői peer volt. 1778-ban, az Amerikai függetlenségi háború idején a gróf célpontja lett egy John Paul Jones vezette emberrablási kísérletnek. Mivel otthon csak a grófnét találta, emberei inkább az ezüstneműt vitték el. 1785-ben a Royal Society of Edinburgh tagjává választották. A javaslói között volt James Hutton és Adam Smith.
Thomas Douglas, Selkirk 5. grófja (1771–1820)

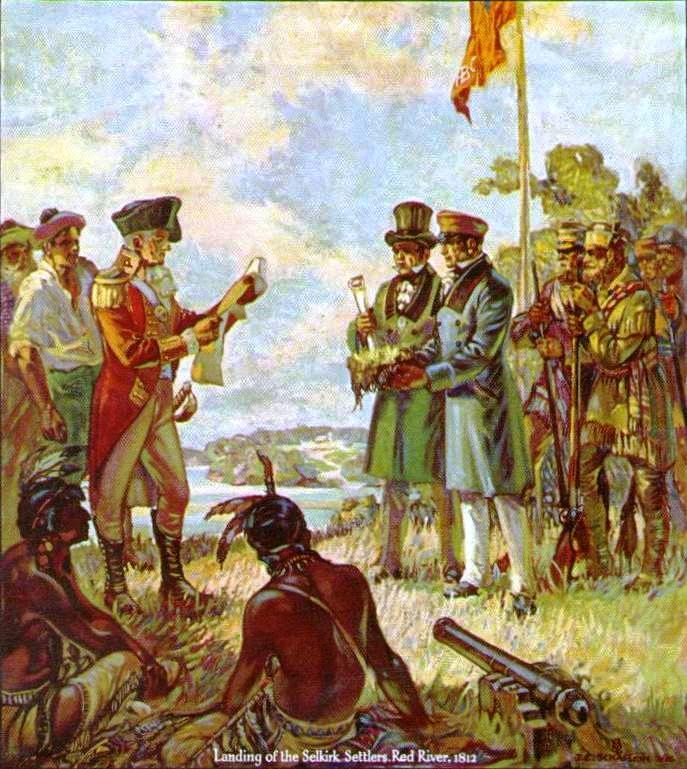
A Selkirk telepesek partraszállása a Red Rivernél (Vörös folyónál) 1812-ben. J. E. Schaflein festménye. A Hudson Bay Company 1924-es naptári illusztrációja. (Provincial Archives of Manitoba, PAM P-388 N11312)

Thomas Douglas (1771. június 20. – 1820. április 8.) skót nemes és politikus volt, aki jelentős szerepet játszott kanadai települések létrehozásában a mai Manitoba területén. Célja az volt, hogy segítsen a skót földön kisemmizett gazdáknak, és új lehetőségeket biztosítson számukra Észak-Amerikában. 1811-ben Douglas a Hudson's Bay Company-tól megszerezte a Rupert's Land egy nagy részét, ahol létrehozta a Red River Colony-t. A kolónia első telepesei 1812-ben érkeztek meg, azonban hamarosan konfliktusok alakultak ki a terület kereskedelmi jogai felett a North West Company és a Hudson's Bay Company között. Az 1816-os Seven Oaks incidens során ezek a feszültségek véres összecsapáshoz vezettek, ami komoly kihívások elé állította a telepeseket és Selkirk nevét is beárnyékolta. Selkirk 1817-ben még visszatért Kanadába, hogy megpróbálja rendezni a helyzetet, de végül 1818-ban visszavonult Európába, ahol egészségi állapota fokozatosan romlott. Az általa alapított település, Red River Colony, végül Winnipeg városává nőtte ki magát.
„Lord Selkirk-et sem politikai magatartása, sem ékesszólása miatt nem kell csodálni, de a magánéletben kedves és jó, ezért örülök, hogy feleségül veszi Miss Wedderburnt...“
Dunbar James Douglas, Selkirk 6. grófja (1809–1885)
Thomas Douglas (1809. április 22 – 1885. április 11.) az oxfordi Eton College-ban és Christ Church-ben tanult. Az Oxfordi Egyetemen 1830-ban Bachelor of Arts, 1834-ben Master of Arts diplomát szerzett matematikából. 1830-tól haláláig, 1885-ig konzervatív képviselő volt, 1852 augusztusától 1852 decemberéig, majd 1858-tól 1859-ig kétszer Skócia Nagy Pecsétjének őrzője volt. A Kirkcudbright Stewartry hadnagya 1844 és 1885 között. A grófnak nem volt gyermeke, de a cím alapító okirata, amely eltért az általános férfi ági öröklődési rendtől, rendelkezett erre az esetre is.
Charles George Douglas-Hamilton, Selkirk 7. grófja (1847–1886)
Charles George Douglas-Hamilton (1847. április 18. – 1886. május 2.) az 1715-ben alapított 11. huszárezred hadnagya volt, amikor megörökölte meg a grófi címet. A következő évben meghalt. Források:
William Alexander Louis Stephen Douglas-Hamilton Hamilton 12. hercege, Selkirk 8. grófja (1845–1895)
William Alexander Louis Stephen Douglas-Hamilton (1845–1895) Hamilton 12. hercege, Brandon 9. hercege,  Châtellerault hercege
William Alexander Louis Stephen Hamilton (1845. március 12. – 1895. május 16.) az oxfordi Eton College-ban és Christ Churchben tanult. „Ha nem nehezítette volna el semmilyen felelősségtudat, és nem sújtotta volna minden halálos bűn sokkal nagyobb mértékben, mint talán bármely más fiatal nemest, akkor erős, egyszerű ember lett volna, és sok szempontból sikeres. ... Christchurchben előbb boksz meccsekre járt, aztán később lóversenyzésre, vitorlázásra és egyéb szórakozásra... Testes volt, durván pirospozsgás arcbőrű, erős nyaka volt, és elég erősnek tűnt ahhoz, hogy öklével leüssön egy ökröt ... Beszédének őszintesége a durvaság határát súrolta.“

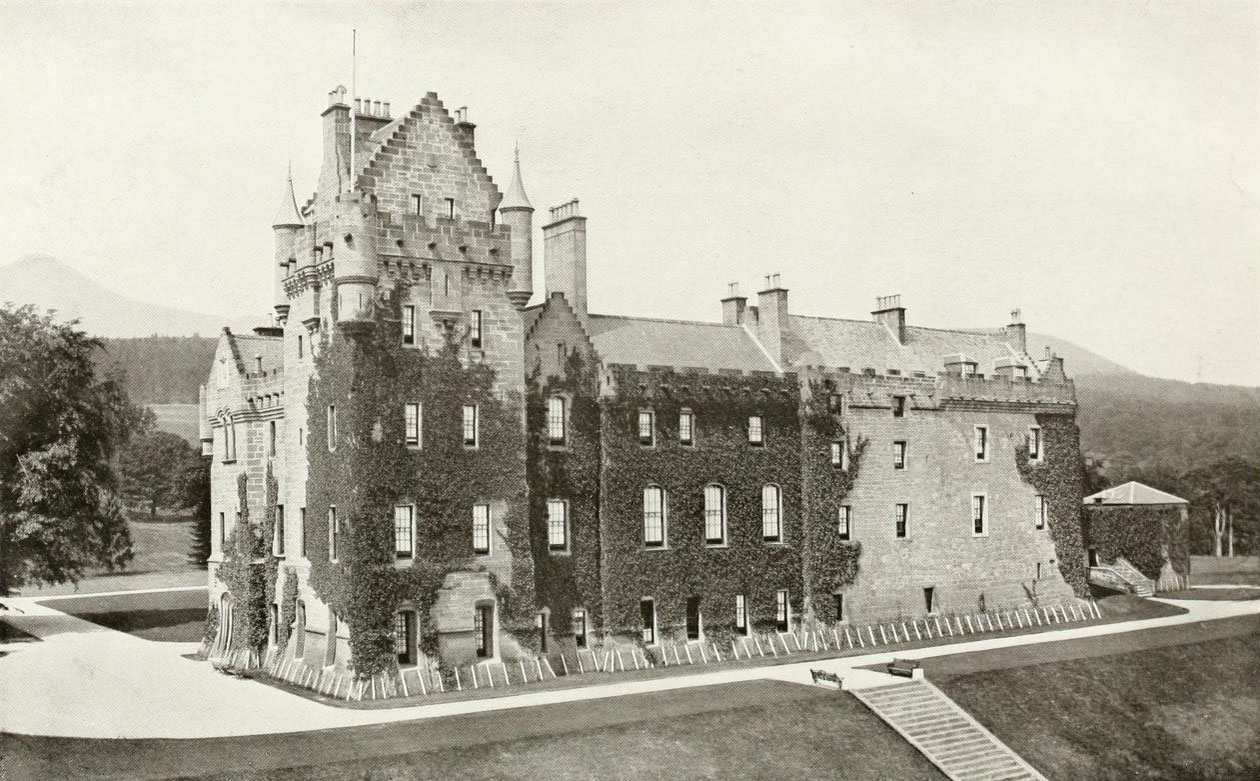
A Brodick kastély dél irányból 1879-ben.

1863 júliusában Hamilton apja meghalt, és a 18 éves Hamilton Hamilton 12. hercege lett. Öröksége nem volt nagy, mert a 11. herceg, miután megnősült, igen kiköltekezett. Többek között vásárolt egy házat Londonban Beaufort hercegtől 60 000 fontért, és egy évtized alatt további 20 000 fontot költött az ingatlanra. Skóciában is sokat építkezett, majdnem megháromszorozta a Brodick-kastély méretét, és bajor stílusban átalakította felesége tiszteletére. Az apja halálakor hátrahagyott 140 000 font értékű birtokot felesége és gyermekei között osztottak fel. Hamilton megörökölte a birtok jelentős részét, de 1867-re közel állt az anyagi tönkremenetelhez, amikor a francia nevelésű Cortolvin versenylova megnyerte a Grand National Steeplechase-t Aintree-ben. A jelentős pénzdíjakon kívül Hamilton mintegy 16 000 fontot nyert a fogadóirodáktól, amivel sikeresen stabilizálta vagyonát. A vagyon számos kastélyon túl 157 000 hektár volt, főleg Bute-ban, Lanarkban és Suffolkban. 1864-ben III. Napóleon – vitatott módon – visszaállította az Arran 2. grófjának adott, majd visszavont Châtellerault hercege címet Hamilton 12. hercege javára, a herceg anyjára való tekintettel. A címet nem használják a Hamilton hercegek.
Alfred Douglas Douglas-Hamilton, Hamilton 13. hercege, Selkirk 9. grófja (1862–1940)
Alfred Douglas Douglas-Hamilton (1862. március 6. – 1940. március 16.) a Brit Királyi Haditengerészetnél szolgált. Elhíresült, mert képes volt a hadihajó alatt átúszni. 1888-ban negyedik unokatestvére, William Douglas-Hamilton, Hamilton 12. hercege rávette, hogy hagyja el a haditengerészetet. 1890-ben trópusi betegség – vélhetően malária – következtében a bal oldalára lebénult. 1895-ben örökölte meg a Hamilton hercegi címet, ám jelentős – körülbelül egy millió fontos – adóssággal. Az özvegy hercegnőt 1906-ban elvette James Graham, Montrose 6. hercege, a Hamilton családot ekkor elhagyó ingatlanok közé tartozott az Arran-i Brodick kastély, amely ötszáz évig a Hamilton család tulajdonában volt. A Hamilton-kastély megmaradt a herceg kezén, aki az Első világháború idején felajánlotta azt a Királyi Haditengerészetnek kórház céljára. A Hamilton család szénbányái benyúltak a kastély alá, amely megsüllyedt, ezért 1921-32 között le kellett bontani. Hamilton Dungavel House-ban lakott, a Strathavenhez közeli lápvidéken. Halálakor Selkirk grófja cím az 1646-os alapító oklevél értelmében második fiára, George Nigel Douglas-Hamiltonra szállt.
George Nigel Douglas-Hamilton, Selkirk 10. grófja (1906–1994)
George Nigel Douglas-Hamilton (1906. október 4. – 1994. július 24.) brit arisztokrata és politikus volt. 1935-ben ügyvédi képesítést szerzett. 1934 és 1938 között csoportkapitány a 603. (Edinburgh) bombázó századnál, részt vett a második világháborúban. 1938-ban Repülési Keresztet (AFC), 1941-ben pedig a Brit Birodalom Rendjének tagja (OBE) kitüntetést kapott. 1945 és 1963 között Skócia képviselői főnemese volt. 1951 és 1953 között a Lordok Házában (Lord in Waiting) szolgált. 1953 és 1955 között a kincstárnok volt. 1955-ben a Titkos tanács tagjává nevezték ki, és 1955 és 1957 között Lancaster Hercegség kancellárja volt. 1957 és 1959 között az Admiralitás Első Lordjaként tevékenykedett. 1959-ben a Szent Mihály és Szent György Rendjének Nagykeresztjét (GCMG) kapta. 1959 és 1963 között Szingapúr főkormányzója és Délkelet-Ázsia főképviselője volt, valamint az Egyesült Királyság képviselője a Délkelet-ázsiai Szerződés Szervezetében (SEATO). 1963-ban a Brit Birodalom Rendjének Nagykeresztjével (GBE) tüntették ki, és 1976-ban megkapta a Bogáncsrendet. Források:

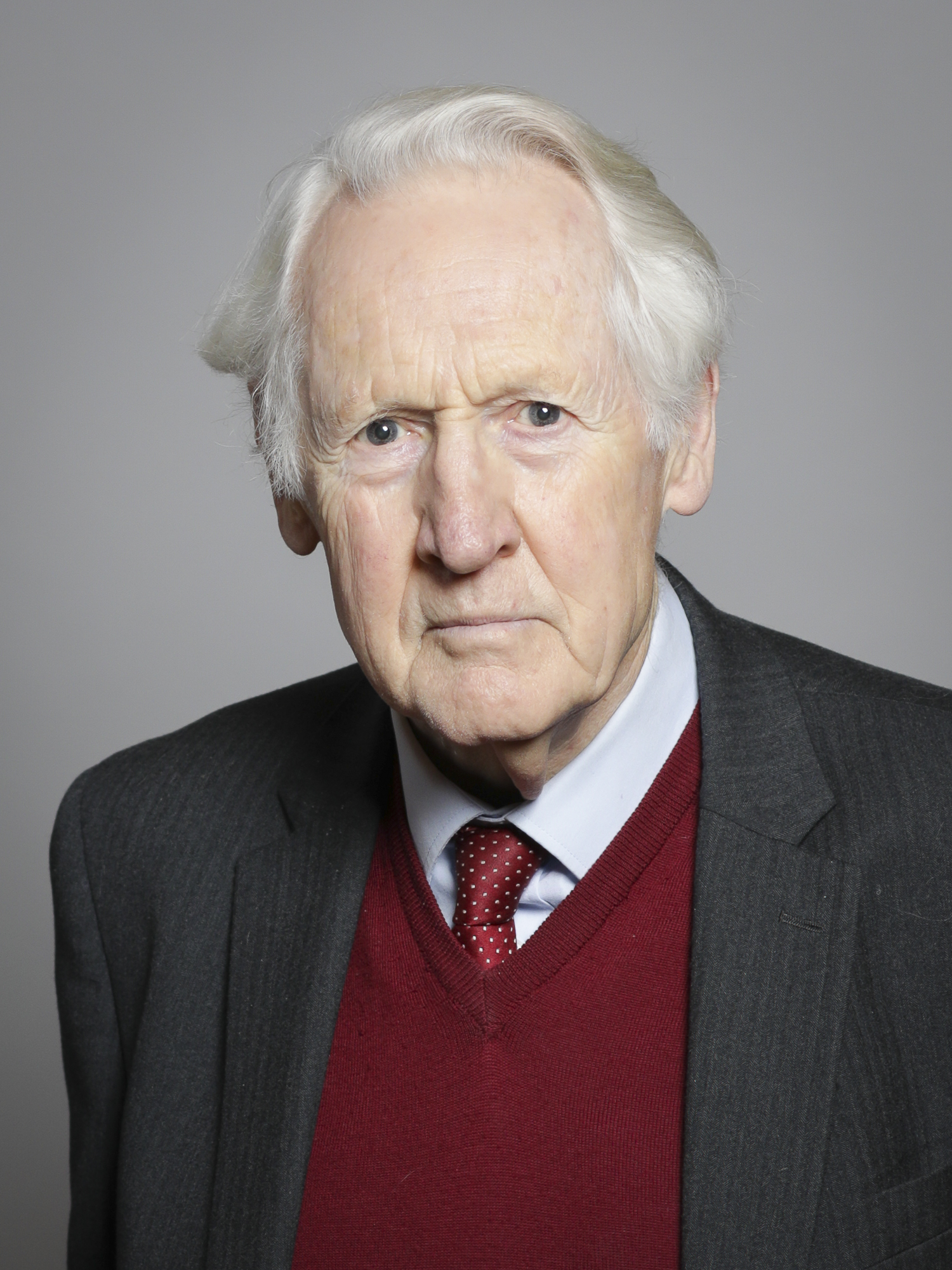
Lord Selkirk of Douglas hivatalos portréja

James Alexander Douglas-Hamilton, Selkirk 11. grófja helyett Lord Selkirk of Douglas (1942–2023)
James Alexander Douglas-Hamilton (1942. július 31. – 2023. november 28.) az Etonon és az Oxfordi Egyetem Balliol College-ban tanult, ahol az Oxford Union elnöke volt, majd az Edinburgh-i Egyetemen szerzett jogi diplomát. Politikai karrierje során Douglas-Hamilton ügyvédként és ideiglenes ügyészhelyettesként dolgozott 1968 és 1972 között. 1973 júliusában Rövid ideig Falkland Pursuivant volt a Lyon Courtban.
1994-ben George Nigel Douglas-Hamilton megörökölte a Selkirk grófja címet, bár az utódlás vitatott volt, mivel Alasdair Douglas-Hamilton, az unokatestévre is követelte azt. Végül a 6. gróf öröklését véve precedensnek, a bíróság George javára döntött. A pert nem befolyásolta, hogy az új gróf az 1963-as nemesi rangokról szóló törvény alapján kijelentette, hogy nem kéri ki a címet. Azért döntött így, mert grófként elveztette volna a Parlament alsó-házi helyét, ezzel csökkent volna az amúgy is pár fős konzervatív többség. A döntés nem befolyásolta a cím meglétét, az csak halála után vált örökölhetővé. Az 1997-es általános választásokon nem sikerült megvédeni képviselőségét, az 1963-as törvény viszont nem tette lehetővé a döntése megmásítását. Ezért az uralkodó 1997. szeptember 29-én, nem öröklődő, edinburgh városi, Cramondbeli Selkirk of Douglas báróvá ( 1997) nevezte ki.
1987 és 1995 között a Skóciáért felelős miniszter (Secretary of State for Scotland) helyettesként, majd 1995 és 1997 között miniszterként dolgozott. 1996-ban a Titkos tanács nevezték ki. 1999 és 2007 között a Skót Parlament tagja volt, és az oktatási bizottság helyettes elnökeként tevékenykedett. 2007-ben vonult vissza a politikai életből. 2012-ben és a rá következő évben ő volt a Skót Egyház Közgyűlésének (valamint a Szabad Egyháznak) Lord High Commissioner-je, aki az uralkodó személyes képviselője.
Könyvek Lord Selkirk of Douglas számos könyvet írt, köztük a Motive For a Mission: The Story Behind Hess's Flight to Britain címűt, amely apja találkozását tárgyalja Rudolf Hess-szel, amikor az a második világháború alatt Skóciában landolt. Később egy életrajzot is írt Rudolf Hessről The Truth About Rudolf Hess (1993) címmel.
John Andrew Douglas-Hamilton, Selkirk 12. grófja (1978– )
John Andrew Douglas-Hamiltonról nem található információ. Ez valószínűsíti, hogy nincs fia, ha lenne, akkor az viselné a Lord Daer címet, és emiatt több nyilvántartásban is szerepelnie kellene. 2024-ben a Selkirk gróf cím örököse John William Douglas-Hamilton (1979–), a jelenlegi Hamilton hercegének legidősebb öccse.

### Hamilton hercege és Selkirk grófja családfa részlet
A családfán csak a Selkirk grófja cím öröklése követéséhez szükséges személyeket tüntettük fel (kivétel a magyar vonatkozású ágat), ezért nem szerepelnek a testvérek, feleségek. A Hamilton herceg szócikkben a teljes, hercegeket is tartalmazó családfa található. A Selkirk grófok nevére kattintva a fenti rövid életrajzt lehet elérni, a nem Selkirk Hamilton hercegeknél a Hamilton hercege oldal nyílik meg a kiválasztott herceg rövid életrajzánál.
- William Douglas (1660-tól Hamilton) (1634–1694)  Selkirk 1. grófja,[m 11] majd  Hamilton hercege. Felesége: Anne Hamilton (1631–1716)  Hamilton 3. hercegnője[m 12]
  - James Hamilton (1658–1712)  Hamilton 4. hercege,[m 13]  Brandon 1. hercege[m 14]
    - James Hamilton (1703-1743)  Hamilton 5. hercege,[m 13]  Brandon 2. hercege[m 14]
      - Archibald Hamilton (1740–1819)  Hamilton 9. hercege,[m 13]  Brandon 6. hercege[m 14]
        - Alexander Hamilton (1767-1852)  Hamilton 10. hercege,[m 13]  Brandon 7. hercege[m 14]
          - William Alexander Anthony Archibald Hamilton (1811–1863)  Hamilton 11. hercege,[m 13]  Brandon 8. hercege[m 14]
            - William Alexander Louis Stephen Douglas-Hamilton (1845–1895)  Hamilton 12. hercege,[m 13]  Brandon 9. hercege,[m 14]  Selkirk 8. grófja,[m 11]  Châtellerault hercege
            - Charles George Douglas-Hamilton (1847–1886)  Selkirk 7. grófja[m 11]
            - Mary Victoria Hamilton, első férje: I. Albert monacói herceg, második férje  Festetics Tasziló gróf

      - Anne Hamilton (1709–1748)[m 15]
      -  Charles Powell Hamilton (1747-1825)[m 16]
        - Augustus Barrington Price Anne Powell Douglas-Hamilton (1781–1849)[m 17]
          - Charles Douglas-Hamilton (1808-1873)[m 18]
            - Alfred Douglas Douglas-Hamilton (1862–1940)  Hamilton 13. hercege,[m 13]  Brandon 10. hercege,[m 14]  Selkirk 9. grófja[m 11]
              - Douglas Douglas-Hamilton (1903–1973)  Hamilton 14. hercege,[m 13]  Brandon 11. hercege,[m 14] 
                - Angus Douglas-Hamilton (1938-2010)  Hamilton 15. hercege,[m 13]  Brandon 12. hercege,[m 14] 
                  - Alexander Douglas-Hamilton (1978–)  Hamilton 16. hercege,[m 13]  Brandon 13. hercege[m 14]
                    - Douglas Charles Douglas-Hamilton (2012–) Douglas és Clydesdale márkija, a hercegi cím örököse
                    - William Frederick Douglas-Hamilton (2014–)
                    - Basil George Douglas-Hamilton (2016–)

                  - John William Douglas-Hamilton (1979–) (1) Selkirk gróf cím örököse (2024)

                - James Alexander Douglas-Hamilton (1942-2023)  Selkirk 11. grófja[m 11]
                  - John Andrew Douglas-Hamilton (1978–)  Selkirk 12. grófja[m 11]

              - George Nigel Douglas-Hamilton (1906-1994)  Selkirk 10. grófja[m 11]

  - Charles Douglas (1663–1739)  Selkirk 2. grófja[m 11]
  - John Douglas-Hamilton (1664–1744)  Ruglen 1. grófja, majd  Selkirk 3. grófja[m 11]
  - Basil Hamilton (1671–1701)[m 19]
    - Basil Hamilton (1696–1742)[m 20]
      - Dunbar Douglas (1722–1799)  Selkirk 4. grófja[m 11]
        - Thomas Douglas (1771–1820)  Selkirk 5. grófja[m 11]
          - Dunbar James Douglas (1809–1885)  Selkirk 6. grófja[m 11]

## Címer
A Selkirk címer négyelt pajzs.

Selkirk címer

Első és negyedik nagy negyed: ezüst mezőben vörös szív, amelyet megfelelően birodalmi korona díszít, a főpajzson kék mezőben három ezüst csillaggal (Douglas).
A második nagy negyed négyelt:
- Kék mezőben ezüst oroszlán ágaskodik, arany koronával (Galloway[m 21]).
- Arany mezőben vörös oroszlán, fekete szalaggal átszegve (Abernethy[m 22]).
- Ezüst mezőben három vörös ék (Jedburgh[m 23]).
- Arany mezőben kék és ezüst sakkozott pólya, vörös pólyával, amelyen három arany csat van (Stewart).

A harmadik nagy negyed négyelt:
- 1. és 4. Vörös mezőben három hermelin ötlevelű virág (Hamilton).
- 2. és 3. Ezüst mezőben fekete vitorlázott hajó, vörös zászlókkal (Arran).

A nagy negyedek felett a pólyapontnál fekete félhold.